# Kemisk toalett

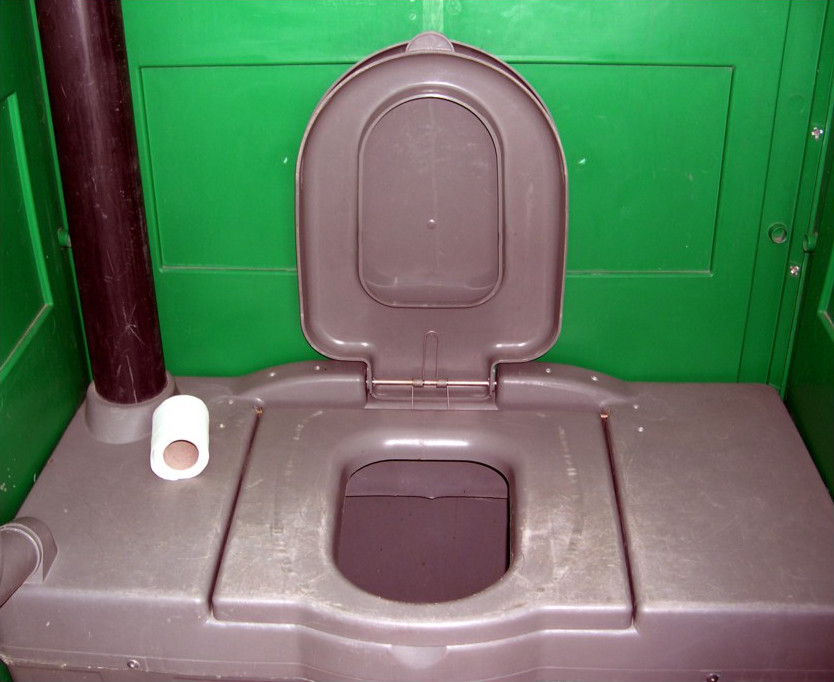
En kemisk toalett.

En kemisk toalett är en toalett där avfallet blandas med antiseptiska kemikalier, för att förhindra lukt och infektionsspridning. Idag används kemiska toaletter bland annat för tågtoaletter, flygplanstoaletter och portabla utomhustoaletter som Bajamaja.